# Propithecus tattersalli
El sifaca de oro coronado o sifaca de Tattersall (Propithecus tattersalli) es un lémur mediano, caracterizado por su mayoría de piel blanca, prominentes orejas peludas y una corona de oro-anaranjado. Es uno de los más pequeños sifacas (género Propithecus), con un peso de alrededor de 3,5 kg (7,7 libras) y mide aproximadamente 90 cm (35 pulgadas) desde la cabeza hasta la cola. Como todos los sifacas, es un pegajoso vertical y saltador, y su dieta principal incluye semillas y hojas. El sifaca de oro coronado lleva el nombre de su descubridor, Ian Tattersall, que vio por primera vez la especie en 1974. Sin embargo, no fue descrito formalmente hasta 1988 después que un equipo de investigación dirigido por Elwyn Simons, observó y capturó algunos ejemplares para la cría en cautiverio. El sifaca de oro coronado se parece más a los sifacas forestales del oeste del grupo P. verreauxi, sin embargo, su cariotipo sugiere una relación más estrecha con el grupo P. diadema del sifaca de bosques orientales.